# تسفي واينبرغ
تسفي واينبرغ هو سياسي إسرائيلي، ولد في 12 أغسطس 1935 في كراكوف في بولندا، وتوفي في 21 ديسمبر 2006 في إسرائيل. نشط حزبياً في إسرائيل بعالياه. وقد انتخب عضو الكنيست ‏ (17 يونيو 1996 – 7 يونيو 1999).